# Grimmershörn (Schiff)
Die Grimmershörn ist ein deutsches Vermessungsschiff.

## Geschichte
Das von der Fachstelle Maschinenwesen Nord in Auftrag gegebene Schiff wurde am 30. Dezember 2008 auf Kiel gelegt und im Dezember 2009 abgeliefert. Die Ausrüstung des Schiffes erfolgte bei Fr. Fassmer in Berne/Motzen. Das Schiff wurde am 18. Dezember 2009 getauft und in Dienst gestellt. Taufpatin war Sabine Schulz, Verwaltungsfachangestellte beim Wasserstraßen- und Schifffahrtsamt Cuxhaven.
Das Schiff ersetzte die Anfang 2011 außer Dienst gestellte Greif. Namensgeber des Schiffes ist der gleichnamige Cuxhavener Ortsteil.

## Einsatz
Das Schiff wird vom Wasserstraßen- und Schifffahrtsamt Elbe-Nordsee für Vermessungsaufgaben auf der Nordsee und Elbe eingesetzt, darunter auch für die Erstellung von Peilplänen im Bereich der Unter- und Außenelbe. Jährlich werden durchschnittlich 16.000 Peilkilometer gefahren.

## Technische Daten und Ausstattung
Das Schiff wird von einem Cummins-Dieselmotor (Typ: KTA 38) mit 969 kW Leistung angetrieben, der über ein Untersetzungsgetriebe auf einen Festpropeller wirkt. Das Schiff erreicht eine Geschwindigkeit von 14 kn. Das Schiff ist mit einem Bugstrahlruder ausgestattet.
Für die Stromversorgung stehen zwei Cummins-Dieselmotoren mit 265 bzw. 78 kW Leistung angetriebene Generatoren zur Verfügung. Für die Vermessungsaufgaben ist das Schiff u. a. mit einem Fächerecholot und einem Einschwingerecholot ausgerüstet.
An Bord ist Platz für fünf Personen in fünf Kabinen. Die Stammbesatzung des Schiffes besteht aus vier Personen.